# دييغو
دييغو (بالبرتغالية: Diego Salgado Costa de Menezes‏) (2 فبراير 1982 بساو غونسالو في البرازيل - ) هو لاعب كرة قدم برازيلي في مركز حراسة المرمى. لعب مع سانتو أندريه ونادي أفاي لكرة القدم ونادي سيارا ونادي فلامنغو ونادي مادوريرا ونادي ميراسول وبوافيستا سبورت ‏.

## روابط خارجية
- دييغو على موقع قاعدة بيانات كرة القدم.إي يو (الإنجليزية)
- دييغو على موقع Soccerway.com (الإنجليزية)
- دييغو على موقع عالم كرة القدم.نت (الإنجليزية)